# Pudiano
Pudiano (Püdià in dialetto bresciano)   è una frazione del comune italiano di Orzinuovi, in provincia di Brescia, nella regione Lombardia.
Fu comune autonomo fino al 1798, poi unito al comune di Orzinuovi.

## Storia
Pudiano, piccolissima frazione di poche decine di 
abitanti, un tempo raggiungibile da una caratteristica strada affiancata da due filari di pioppi cipressini (ora abbattuti) messi a dimora dal conte Giulio Tartarino Caprioli nei primi anni del '900. Pudiano è stato feudo dei conti Caprioli fin dal 1400.
Pregevoli sono palazzo Caprioli, sito nella omonima piazza, e la 
chiesa dedicata a san Giorgio (un tempo parrocchia con diritto ai conti 
Caprioli di nominarne il parroco). Nella Chiesa sono conservate le 
reliquie di san Bonifacio martire, ivi collocate dai conti Caprioli. 
Poco dopo l'anno 2000 è stata ripristinata la tradizione 
dell'esposizione delle reliquie (un tempo ogni 25 anni, oggi con cadenza quinquennale. L'ultima si è tenuta il 23 settembre del 2007.

## Monumenti e luoghi d'interesse
- Palazzo Caprioli
- Chiesa dedicata a San Giorgio
- Il borgo
- Paesaggio agricolo

## Società

### Tradizioni e folclore
- Ogni 5 anni viene celebrata l'esposizione delle reliquie di san Bonifacio, presso la chiesa di San Giorgio.